# 海潮寺 (真岡市)
海潮寺（かいちょうじ）は、栃木県真岡市にある曹洞宗の寺院。

## 歴史
1510年（永正7年）に開山された。芳賀氏の菩提寺として保護されてきた。
当寺の山門は1806年（文化3年）に建てられたもので、その屋根瓦として大谷石を瓦状に加工したものを使っている。
境内には、「竹垣君徳政碑」と呼ばれる石碑がある。「竹垣君」とは、天領真岡領代官竹垣三右衛門直温のことで、天明の大飢饉後の疲弊した領地の復興に努めたことから、竹垣の徳を慕う管轄の芳賀18か村の村民によって建てられた。

## 文化財
- 絹本著色芳賀禅可入道高名像（栃木県指定有形文化財 昭和37年12月4日指定）[2]
- 海潮寺文書（栃木県指定有形文化財 昭和37年12月4日指定）[3]
- 海潮寺山門（栃木県指定有形文化財 昭和48年8月28日指定）[4]

## 交通アクセス
- 真岡駅より徒歩8分。